# Total Depravity
Total Depravity è il quinto album in studio del gruppo musicale neozelandese The Veils, pubblicato il 25 agosto 2016 dalla Nettwerk Productions.

## Tracce
1. Axolotl
2. A Bit On The Side
3. Low Lays The Devil
4. King Of Chrome
5. Swimming With The Crocodiles
6. Here Comes The Dead
7. In The Blood
8. Iodine & Iron
9. House Of Spirits
10. Do You Bones
11. In The Nightfall
12. Total Depravity